# Nossendorf
Nossendorf ist eine vorpommersche Gemeinde im Norden des Landkreises Mecklenburgische Seenplatte. Sie liegt nordwestlich von Demmin und wird vom Amt Demmin-Land verwaltet, das seinen Sitz in Demmin hat.

## Geografie und Verkehr
Nossendorf liegt etwa neun Kilometer nordwestlich von Demmin. Die Bundesstraße 194 verläuft östlich und die Bundesstraße 110 südlich der Gemeinde. Der Ort ist auch über die Bundesautobahn 20, Anschluss Grimmen-West (ca. 15 km), zu erreichen. Durch die Gemeinde fließt die Trebel.

## Ortsteile
- Nossendorf
- Annenhof
- Medrow
- Toitz
- Volksdorf

## Geschichte
Aus der Flur Nossendorf gibt es Bodenfunde aus der Bronzezeit und der Zeit der langen germanischen und späteren slawischen und deutschen Besiedlung.
Nossendorp wurde 1292 zum ersten Mal urkundlich erwähnt. Es lag auf einer Flussinsel (Werder), die von Trebel, Peene und Burg- und Krohngraben gebildet wurde. Eine Kirche St. Marien wurde im 13. Jahrhundert gebaut. Im Ort gab es ein Landgut. Der letzte Gutsbesitzer war bis 1945 Hans Syberberg, bis 1933/34 auch Bürgermeister. Nossendorf hatte 1945/46 sehr viele Flüchtlinge aus dem Osten aufzunehmen. Sie wurden auch im Gutshaus und in der Kirche untergebracht. Der Einmarsch der Roten Armee war Anfang Mai 1945 von den üblichen Gewalttaten begleitet, besonders gegen die Frauen und Mädchen. Hans Syberberg, Gutsbesitzer und Vater des Filmemachers Hans-Jürgen Syberberg, wurde – wegen seiner NS-kritischen Haltung – von der Besatzungsmacht vergleichsweise geschont. Er soll sein Land freiwillig aufgeteilt und selber ein Stück erhalten haben. 1947 unterzeichnete er eine Verzichtserklärung. Der Landaufteilung folgte in den 1950er Jahren die Bildung einer Landwirtschaftlichen Produktionsgenossenschaft (LPG). Die historischen Ställe und Scheunen wurden abgerissen und durch Plattenbauten ersetzt. 1990 war das Gutshaus noch mit mehreren Familien belegt, im Jahr 2000 unbewohnt und in ruinösem Zustand.

## Wappen, Flagge, Dienstsiegel
Die Gemeinde verfügt über kein amtlich genehmigtes Hoheitszeichen, weder Wappen noch Flagge. Als Dienstsiegel wird das kleine Landessiegel mit dem Wappenbild des Landesteils Vorpommern geführt. Es zeigt einen aufgerichteten Greifen mit aufgeworfenem Schweif und der Umschrift „GEMEINDE NOSSENDORF * LANDKREIS MECKLENBURGISCHE SEENPLATTE“.

## Sehenswürdigkeiten

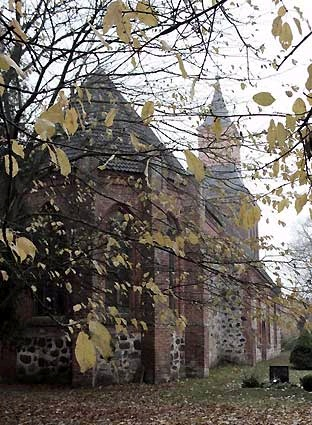
Marienkirche Nossendorf

- Die frühgotische Backsteinkirche mit einem Sockel aus Feldsteinen stammt aus dem 13./14. Jahrhundert (Chor und Kirchenschiff). Das Kircheninnere wurde in den folgenden Jahrhunderten mehrfach umgestaltet. Besonders bemerkenswert ist die erhaltene und aufgerichtete Grabplatte eines erschlagenen Priesters. Im Jahre 1945 wurde die Inneneinrichtung verwüstet, unter anderem in der Not des Winters das Kirchengestühl verheizt. In den 1950er Jahren fiel der Kirchturm ein, die Turmspitze wurde abgerissen. Das der Kirche benachbarte Kriegerdenkmal wurde geschleift. Nach der Wende begannen 1993 in der Kirche, die auch keine Decke mehr hatte, Restaurierungsarbeiten. Aus finanziellen Gründen konnte zunächst nur die Gebäudehülle wiederhergestellt werden. Im Jahre 2004 folgte die Restaurierung des Chorraums. Seit 2019 befindet sich eine Orgel von Carl August Buchholz in der Kirche, die 1823 für die Kirche in Rixdorf bei Berlin erbaut wurde. Im Jahre 1895 kam sie dann in die Dorfkirche Alt Gaarz, und 2019 wurde sie in die Nossendorfer Marienkirche eingebaut. Restauriert wurde sie von der Fa. Mecklenburger Orgelbau. Sie hat 13 Register auf einem Manual sowie dem Pedal.
- Das Gutshaus Nossendorf ist das Geburtshaus des Filmregisseurs Hans Jürgen Syberberg. Er hat es wiedererworben und seit 2003 aus ruinösem Zustand wiederaufgebaut.

## Sport
- Fußballverein SV Nossendorfer Kickers

## Persönlichkeiten
- Friedrich August Mehlen (* 1750 in Toitz; † 1802), Rechtsgelehrter
- Hans-Jürgen Syberberg (* 1935 in Nossendorf), Filmregisseur

## Das „Nossendorf-Projekt“
Hans-Jürgen Syberberg ist in den Ort seiner Geburt und Kindheit zurückgekehrt und wohnt im 2000 von ihm wiedererworbenen und ab 2003 wiederaufgebauten Gutshaus. Er betreibt die Revitalisierung auch des Umfeldes (Kopfsteinpflasterstraße, Hof, Garten und Park), die Wiedererrichtung der historischen Ställe und Scheunen, der alten Silhouette des Ortes. Dieses „radikal-romantische Wiederaufbau-Projekt“ hat Syberberg 2010 in einer Installation in der Deutschen Kinemathek in Berlin dargestellt.